# Romain Lopez
Pour les articles homonymes, voir López.
Romain Lopez, né le 24 février 1989 à Moissac (Tarn-et-Garonne), est un homme politique français.
Membre du Rassemblement national depuis 2013, il est maire de Moissac depuis 2020 et conseiller départemental de Tarn-et-Garonne depuis 2021, élu dans la canton de Moissac avec Any Delcher. Il est aussi vice-président de la communauté de communes Terres des Confluences depuis 2020.

## Biographie

### Famille et études
Né dans une famille de pieds-noirs d'origine espagnole avec un père policier, Romain Lopez est titulaire d’un master de sciences politiques et d’un master d’histoire,.

### Débuts au Front national
Adhérent depuis 2013 au Front national (FN), devenu Rassemblement national (RN) en 2018, il est assistant parlementaire de Marion Maréchal, députée de Vaucluse sous la XIVe législature. À la suite des attentats de janvier 2015 en France, il est accusé d’antisémitisme pour avoir notamment qualifié Serge Klarsfeld d’« apôtre du complexe victimaire » sur Twitter. Candidat aux élections législatives de 2017 dans la 2e circonscription de Tarn-et-Garonne, il recueille 44,6 % des suffrages exprimés face à la présidente du PRG et députée sortante, Sylvia Pinel.

### Maire de Moissac
Lors des élections municipales de 2020 dans sa ville natale de Moissac, il prend la tête d’une liste soutenue par le RN, qui promet principalement d’appliquer la tolérance zéro face aux incivilités avec un renforcement de la police municipale et de lutter contre les logements insalubres. Sa liste manque de peu de l’emporter au premier tour, avec 47 % des suffrages exprimés, alors que la liste FN aux élections de 2014 n’avait réuni que 20 % des voix dans la commune. Il l’emporte au second tour avec 62,5 % face à la liste de gauche conduite par Estelle Hemmami, ce qui fait de Moissac la première ville de Midi-Pyrénées à donner une majorité à une liste RN,,.
Dans un contexte de polémiques récurrentes liées à la forte communauté de Roms bulgares à Moissac (environ 10 % de la population, un record en France), Romain Lopez appelle ceux-ci à s’assimiler « comme l’ont fait [s]es grands-parents » et déplore à leur sujet une « arrivée de manière massive, en peu de temps »,. En avril 2021, alors qu'il avait fait de la propreté un axe de campagne, il élargit au-delà du seul centre-ville l’interdiction de suspendre son linge aux fenêtres.

### Vice-président de l'intercommunalité
Le 4 juillet 2020, Romain Lopez est élu maire par le nouveau conseil municipal. Le 15 juillet suivant, il est élu deuxième vice-président de la communauté de communes Terres des Confluences, chargé du tourisme, par 37 voix contre 17 ; cette élection contribue au processus de « normalisation » du RN alors que Romain Lopez prône l’union des droites et que, dans la même région d’Occitanie, le maire RN de Perpignan, Louis Aliot, n’est parvenu à décrocher que la cinquième vice-présidence de sa communauté urbaine,.

### Élection au conseil départemental
En binôme avec son adjointe à la mairie Any Delcher, Romain Lopez est candidat aux élections départementales de 2021 dans le canton de Moissac. Ils arrivent largement en tête au premier tour avec 57,4 % des voix, ce qui constitue le meilleur résultat d'un binôme RN en Tarn-et-Garonne, mais la forte abstention ne leur permet pas d'être directement élus,. Le binôme RN l’emporte au second tour avec 62,7 %.

### Échéances nationales de 2022
Il se rallie à Éric Zemmour pour l'élection présidentielle de 2022,, sans rejoindre le parti Reconquête. Il soutient la candidate du Rassemblement national, Marine Hamelet, face au candidat de Reconquête dans la 2e circonscription de Tarn-et-Garonne lors des élections législatives de 2022. Il est en 2024 son suppléant.

## Positionnement

### Personnel
Proche de Marion Maréchal, dont il partage la ligne conservatrice et identitaire, il a pour credo l’« union à droite », appelant à une alliance entre le Rassemblement national et Les Républicains,,.
En vue des élections municipales de 2020, il déclare : « Notre liste a vocation à incarner la droite moissagaise dans son ensemble, du RN aux LR, c’est-à-dire, une droite sociale (qui aide les individus méritants et non les profiteurs abusant des aides sociales), une droite populaire (différente de cette pseudo-droite bobo qui préfère les nouveaux-arrivants aux ouvriers et employés moissagais), une droite nationale (qui défend le principe d’assimilation, l’identité nationale et communale face aux communautarismes). »
Il conclut une alliance locale avec Brigitte Barèges selon Libération, qui évoque des « échanges de bons procédés, candidats communs, désistements » entre RN et LR en Tarn-et-Garonne.

### Au sein du Rassemblement national
Lors du congrès du Rassemblement national de 2021, il est élu au conseil national du parti, en 76e position. À cette occasion, il est le seul élu de premier rang à se montrer critique sur la stratégie du parti, dénonçant les nombreux parachutages aux élections locales et déclarant : « C’est l’aboutissement d’une ultracentralisation de l’appareil et de Marine Le Pen sur le clan d’Hénin-Beaumont. Ils n’acceptent aucune voix divergente et veulent mettre le parti en coupe réglé, ce qui donne l’impression de ne préparer rien d’autre que la défaite, pour assurer une survie politique aux copains. »

## Résultats électoraux

### Élections législatives
| Année | Parti | Parti | Circonscription       | 1er tour | 1er tour | 1er tour | 2d tour | 2d tour | 2d tour | Issue |
| Année | Parti | Parti | Circonscription       | Voix     | %        | Rang     | Voix    | %       | Rang    | Issue |
| ----- | ----- | ----- | --------------------- | -------- | -------- | -------- | ------- | ------- | ------- | ----- |
| 2017  |       | FN    | 2e de Tarn-et-Garonne | 9 857    | 21,63    | 2e       | 17 230  | 44,60   | 2e      | Battu |

### Élections départementales
| Année | Parti | Parti | Canton            | 1er tour | 1er tour | 1er tour | 2d tour | 2d tour | 2d tour | Issue |
| Année | Parti | Parti | Canton            | Voix     | %        | Rang     | Voix    | %       | Rang    | Issue |
| ----- | ----- | ----- | ----------------- | -------- | -------- | -------- | ------- | ------- | ------- | ----- |
| 2021  |       | RN    | Canton de Moissac | 2 185    | 57,42    | 1er      | 2 596   | 62,68   | 1er     | Élu   |

### Élections municipales
| Année | Parti | Parti | Commune | 1er tour | 1er tour | 1er tour | 2d tour | 2d tour | 2d tour | Sièges  |
| Année | Parti | Parti | Commune | Voix     | %        | Rang     | Voix    | %       | Rang    | Sièges  |
| ----- | ----- | ----- | ------- | -------- | -------- | -------- | ------- | ------- | ------- | ------- |
| 2020  |       | RN    | Moissac | 1 947    | 47,02    | 1er      | 2 989   | 62,45   | 1er     | 27 / 33 |